# 萨巴扬
萨巴扬（法語：Sabaillan，法語發音：[sabajɑ̃]）是法国热尔省的一个市镇，属于欧什区。

## 地理
萨巴扬（43°26'31"N, 0°48'45"E）面积11.21 平方千米，位于法国奧克西塔尼大區热尔省，该省份为法国西南部内陆省份，北起顺时针与洛特-加龙省、塔恩-加龙省、上加龙省、上比利牛斯省、大西洋比利牛斯省和朗德省接壤。
与萨巴扬接壤的市镇（或旧市镇、城区）包括：卡代扬、戈雅克、佩勒菲格、索沃泰尔、锡莫尔、图尔南。

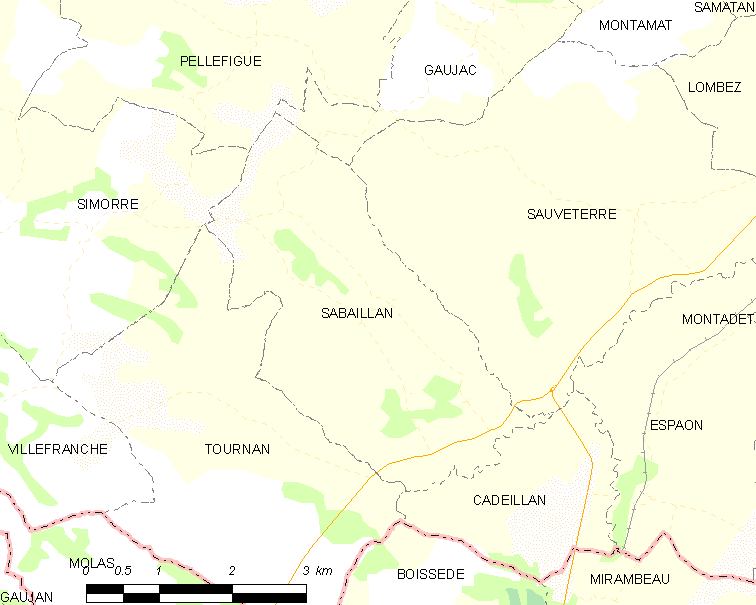
萨巴扬的OSM定位图

萨巴扬的时区为UTC+01:00、UTC+02:00（夏令时）。

## 行政
萨巴扬的邮政编码为32420，INSEE市镇编码为32353。

## 政治
萨巴扬所属的省级选区为萨沃河谷县。

## 人口

1962-2008年间萨巴扬人口变化图示

萨巴扬于2022年1月1日时的人口数量为154人。